# 547
547 (DXLVII) var ett normalår som började en tisdag i den julianska kalendern.
Den tredje köldtoppen på kort tid inträffar år 547, efter de som inföll åren 536 och år 540. Orsaken är oklar, men det kan ha varit, som troligen var fallet med de två närmast tidigare, att ett stort vulkanutbrott inträffat. Det skulle också kunna bero på ett en komet eller stor meteorit slår ned och river upp stora mängder stoff.

## Händelser

### Okänt datum
- Ida bildar kungariket Bernicia vid Bamburgh (traditionellt datum).
- Theodebald I blir kung Austrasien (eller 548).

## Födda
- Pei Ju
- Kejsarinnan Zhu Manyue

## Avlidna
- Theodebert I, kung av Austrasien (eller 548).
- Tribonianus, bysantinsk advokat och författare av Codex Justinianus.
- Maelgwn Gwynedd, kung av Gwynedd (förmodat datum)
- Gao Huan